# Blind Willie Johnson
"Blind" Willie Johnson (22. ledna 1897 – 18. září 1945) byl americký zpěvák a kytarista.

## Život
Blind Willie Johnson se podle svého úmrtního listu narodil v roce 1897 nedaleko Brenhamu v Texasu (před nalezením jeho úmrtního listu se uvažovalo, že jeho rodištěm je Temple v Texasu). Když mu bylo pět let, řekl svému otci, že se chce stát kazatelem, a poté si z krabice na doutníky vyrobil kytaru. Matka mu zemřela, když byl ještě malý, a jeho otec se krátce po její smrti znovu oženil.
Johnson se nenarodil slepý, není ale známo, jak ztratil zrak. Angeline Johnson řekla Samuelu Chartersovi, že když bylo Williemu sedm let, jeho otec zmlátil jeho nevlastní matku za to, že ho podvedla. Podle této výpovědi poté nevlastní matka vylila malému Williemu do očí louh.
Má se za to, že byl Willie alespoň dvakrát ženatý. Jednou s Willie B. Harris. Její vzpomínka na jejich první schůzku byla popsána v textu na obalu alba "Praise God I'm Satisfied". Poté byl údajně ženatý se ženou jménem Angeline. Také se o Johnsovi tvrdí, že si vzal sestru bluesového hudebníka L. C. Robinsona. Žádné oddací listy zatím nebyly nalezeny.
Johnson zůstal chudý až do konce života. Živil se kázáním a zpíváním v texaských městech včetně Beaumontu. V městském adresáři je uvedeno, že v roce 1945 Rev. W. J. Johnson, nepochybně Blind Willie, působil v House of Prayer v 1440 Forrest Street v Beaumontu. Stejná adresa byla uvedena v jeho úmrtním listě. V roce 1945 jeho dům lehl popelem. Protože neměl kam jinam jít, žil Johnson v ruinách svého domu. Poté dostal malárii a 18. září 1945 zemřel. (Úmrtní list udává jako příčinu smrti malárii s přispěním syfilidy a slepoty.) V pozdějším rozhovoru jeho manželka Angeline uvedla, že se ho snažila dostat do nemocnice, kde ho ale odmítli přijmout, protože byl slepý. Jiné zdroje uvádějí, že byl odmítnut na základě barvy kůže.